# Tomba d'Amarna 12
La tomba de l'antic Egipte del noble Nakhtpaaten, coneguda com la Tomba d'Amarna 12, es troba en el grup de tombes conegudes col·lectivament com les Tombes Sud, prop de la ciutat d'Amarna, a Egipte.
Nakhtpaaten va ser «Príncep Hereu», «Contable», «Portador del Segell», «Djati», «Supervisor de la ciutat» i «Encarregat dels projectes de treball d'Amarna». 
Aquesta tomba no està finalitzada ni té decoracions.